# 문원태 (1905년)
문원태(文袁泰, 일본식 이름: 平文忠勇 , 1905년 ~ ?)는 일제강점기의 전라북도 지역 유지이다.

## 생애
군산 부호로 유명했으며 조선총독부 중추원 참의를 지낸 문종구의 아들이다. 군산에서 태어나 일본에 유학하였고, 1927년 와세다 대학 정치경제과를 졸업했다. 이후 귀국하여 전북 지역에서 농장을 경영했다.
기현농장 지배인으로 농업에 종사하면서 사회학, 문학, 철학 등을 연구했고, 잡지 《평론》을 운영하며 언론에 평론을 발표하기도 했다. 매일신보 취체역과 제국비행협회 지방부 부원을 지냈다. 제국비행협회는 애국기 헌납과 국방 사상 보급 등을 위해 활동한 단체이다.
이밖에도 군농회 통상의원과 전라북도 도회의원을 역임하며 지역 유지로 활동했다. 1949년에 부일 협력자의 이름을 수록하여 발간된 《민족정기의 심판》에 도회의원 역임자로서 수록되기도 했다.
2008년에 민족문제연구소가 발표한 친일인명사전 수록예정자 명단 중 지역유력자 부문에 선정되었으나 보류되었다. 반면 아버지 문종구는 중추원 부문에 수록되어 있다.

## 같이 보기
- 문종구

## 참고 자료
- 문원태(文袁泰) - 국사편찬위원회